# Biurokratyzacja
Biurokratyzacja – proces rozpowszechniania się organizacji opartych na modelu biurokracji, będący następstwem demokratyzacji; poszerzenie władzy urzędników poprzez podporządkowanie coraz większej sfery życia społecznego przepisom i procedurom prawnym.
Niektórzy autorzy postulują możliwość debiurokratyzacji:
- Henry Mintzberg zakłada, że biurokracja może zostać zastąpiona adhokracją tam, gdzie nie ma konieczności systematycznego realizowania zadań.
- Stuard Clegg zauważa, że wraz z nadejściem społeczeństwa ponowoczesnego, biurokracje ustępują organizacjom ponowoczesnym, na co ma wpływ kulturowe uwarunkowanie, a dotyczy to takich zjawisk, jak niepodatność na standaryzację pewnych procesów produkcyjnych bądź większa atrakcyjność pracowników posiadających „szeroki zakres umiejętności” od pracowników z wąskimi specjalizacjami.

Inni zakładają, że przypadki przytaczane w diagnozach debiurokratyzacji są specyficzne i nie można ich generalizować. George Ritzer zakłada, że zasady makdonaldyzacji: „wydajność, niezawodność, uniformizacja i automatyzacja kontroli” stają się coraz powszechniejsze w różnych sferach życia i ograniczają zarówno kreatywność, jak i indywidualizm.